# نسيم (فلم)
نسيم- فيلم إماراتي كوميدي اجتماعي، تم عرضه في 2023م، من تأليف وإخراج: حسين الأنصاري.

## قصة الفيلم وأحداثه
يدور العمل حول رجل هندي يُدعى نسيم يؤدي شخصيته الفنان أحمد عبدالرازق، يعيش في الإمارات، ويمتلك شعبية وحب كبير من أهل الفريج حيث يُدير في عجمان دكانه الخاص، وتربطه علاقة طيبة بكفيله الذي يلعب دوره حسن رجب ولكن حينما يقع نسيم في حب ابنة كفيله؛ التي تعمل فاشينيستا، إضافة إلى تورطه في قصة حقيبة يحصل عليها بالمصادفة ولا يعرف ماذا يوجد بداخلها، ويسعى بعض الأشرار إلى الحصول علي هذه الحقيبة، إلى جانب فوز نسيم بجائزة تجعله مليونيراً، لتغير حياته رأساً على عقب.

## الممثلون
شارك في الفيلم الإماراتي الكوميدي" نسيم" مجموعة كبيرة من الممثلين، نذكر من بينهم
- حسن رجب، ممثل ومخرج إماراتي، مواليد مايو 1961م بمدينة خورفكان، ويلعب دور كفيل نسيم ووالد مريم.
- أحمد عبدالرازق، ممثل إماراتي، مواليد أبريل 1966م، ويلعب دور "نسيم"
- محمود القطان،ممثل ومؤلف إماراتي.
- شيدا إبراهيم، والتي تلعب دور الفانشيستا "مريم"
- سلطان بن دافون، ممثل ومؤلف ومخرج إماراتي، مواليد يناير 1989م بإمارة عجمان.
- ميرة محمد.
- عهود الجسمي
- زايد محمد (طفل)

## هوامش الفيلم
- شارك الطفل زايد محمد، حفيد الفنان أحمد عبدالرازق في الفيلم، وهي المرة الأولي التي يقف فيها أمام الكاميرا.[5]

## روابط خارجية
- فيلم نسيم علي موقع قاعدة بيانات الأفلام العربية.
- الاعلان الرسمي لفيلم نسيم الإماراتي.